# 中阿姆古河
中阿姆古河（俄语：Река Средняя Амгу）是滨海边疆区捷尔内伊区的河流，源起锡霍特山脉雾山，长8.8公里，流域面积12.8平方公里，注入右阿姆古河。

## 引用
1. ↑  С. Д. Шабалина. . 1966: 487 （俄语）.
2. ↑  А. П. Муранова. . 1970: 592.